# فيانن
فيانن Vianen  هي مدينة وبلدية بمقاطعة أوترخت بهولندا.

## طوبوغرافيا
خريطة طوبوغرافية هولندية لبلدية فيانن، يونيو 2015، (تقرأ بعد ثلاث نقرات على الخريطة).

## معرض صور

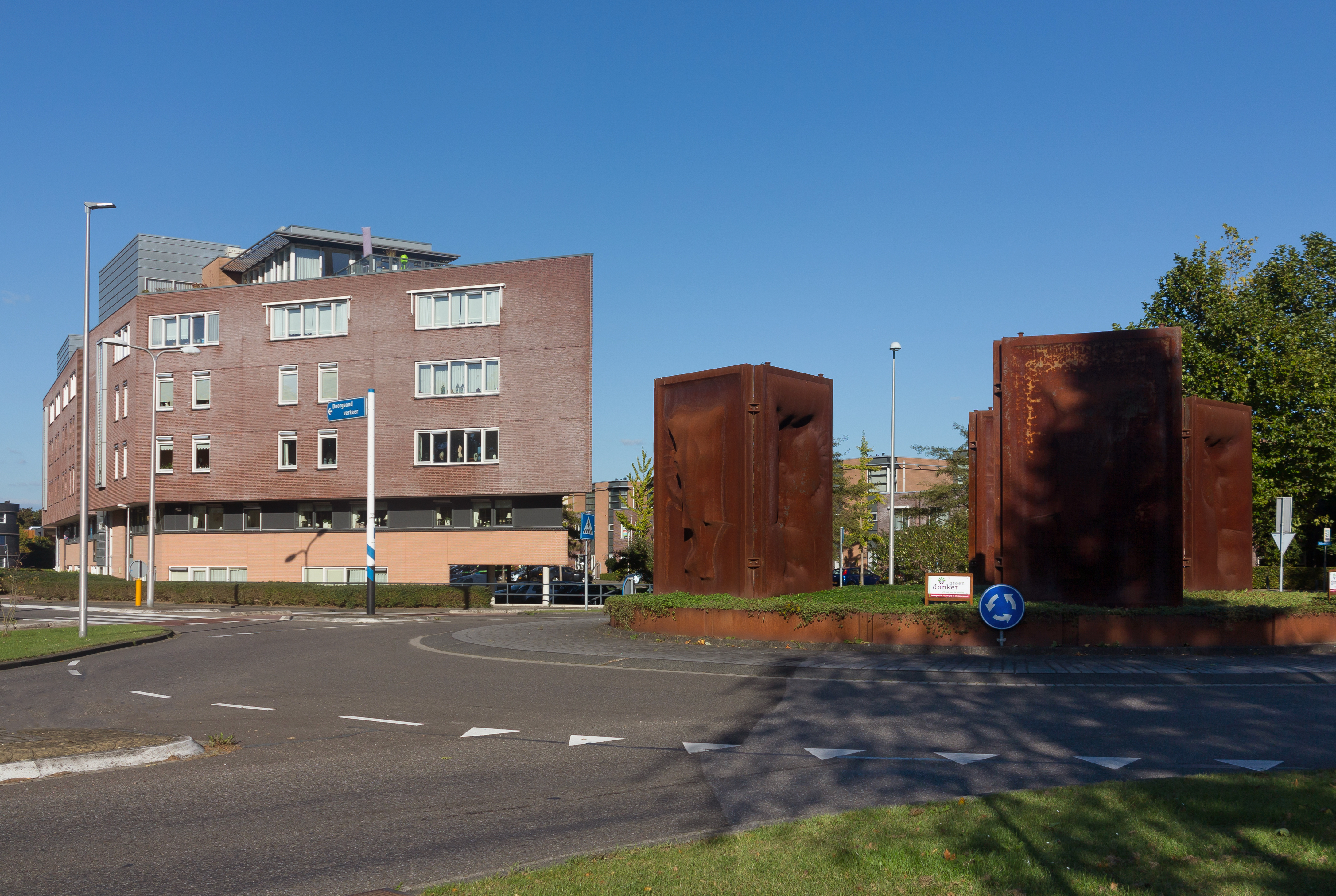
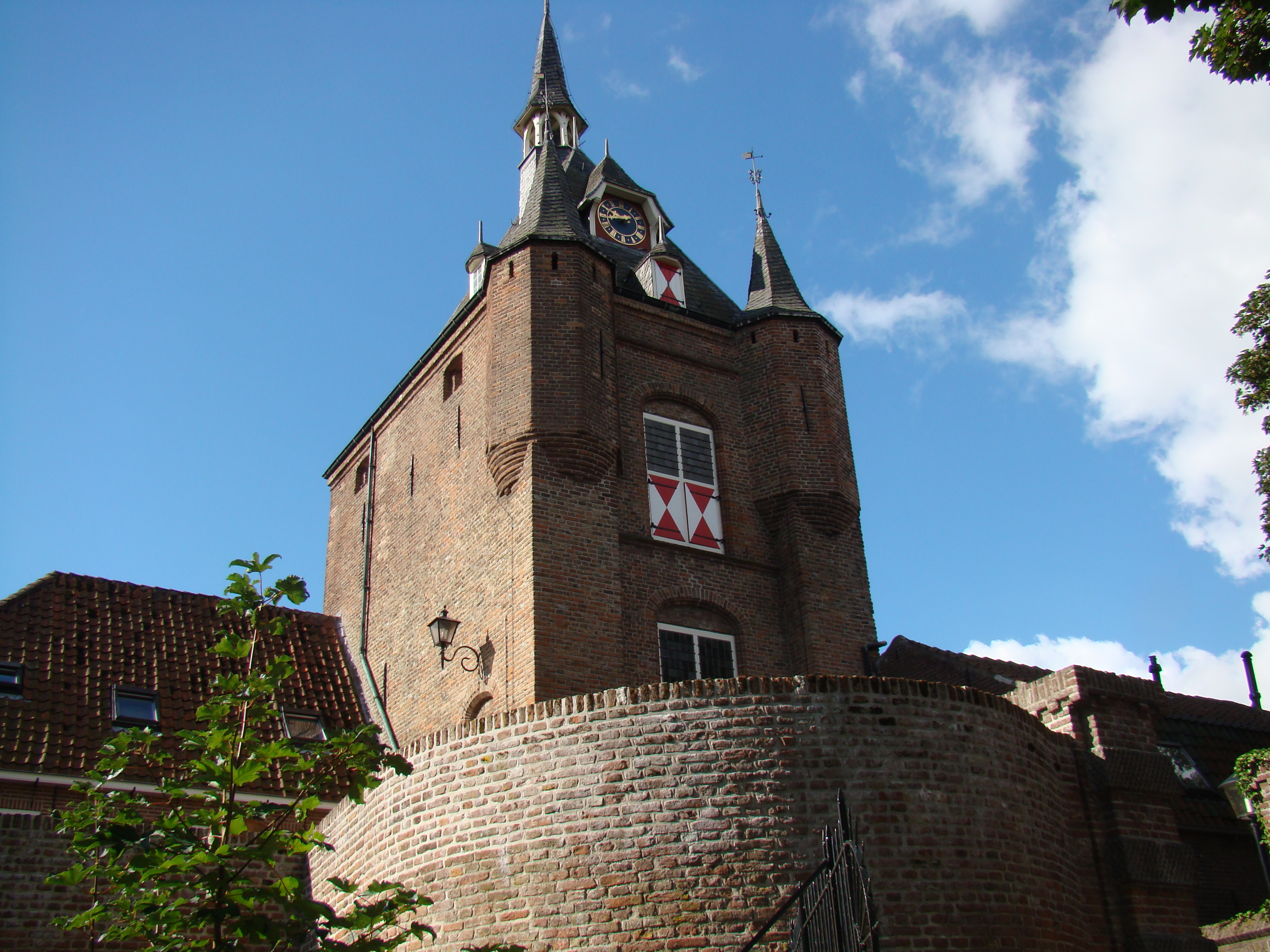
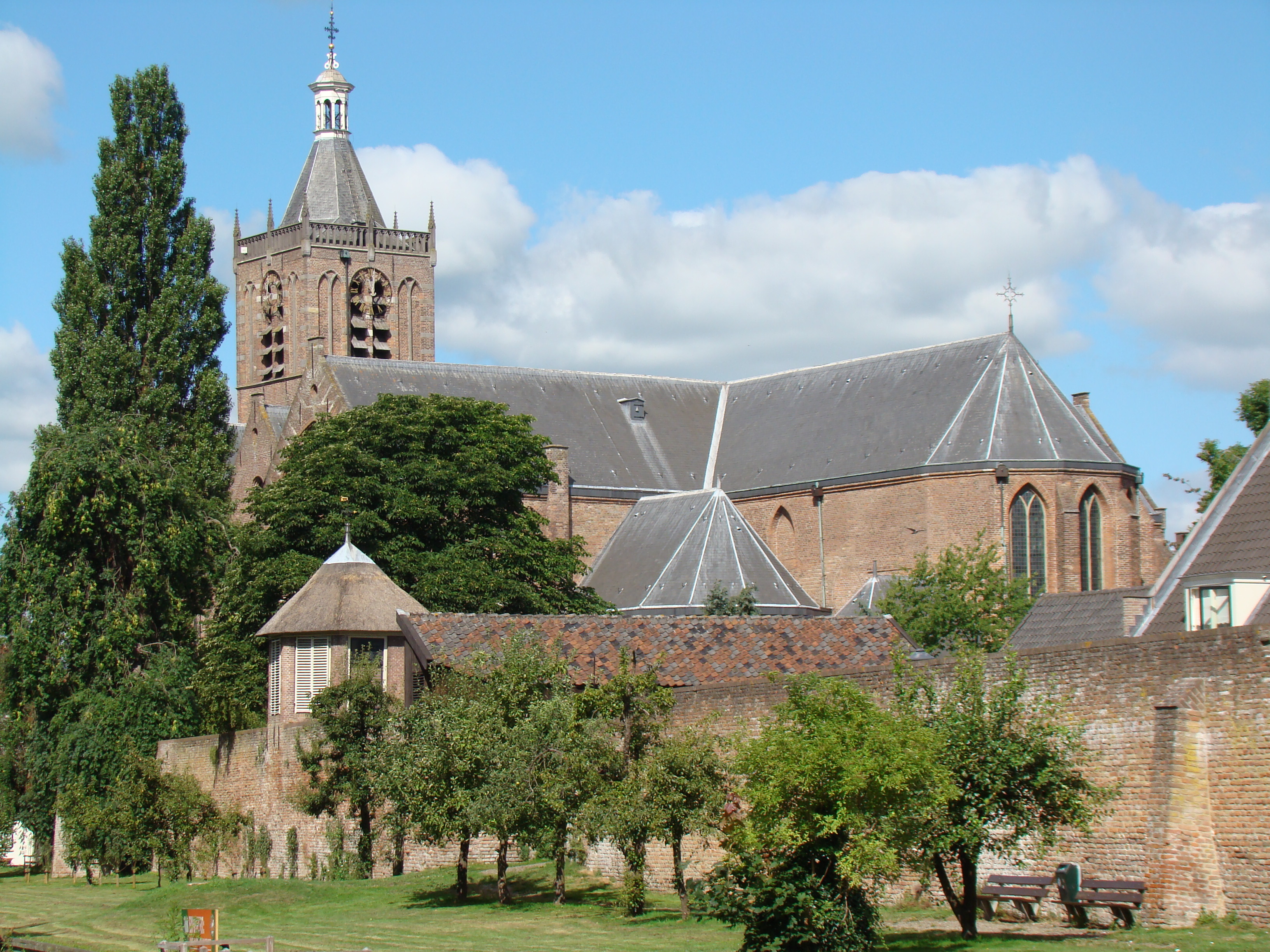
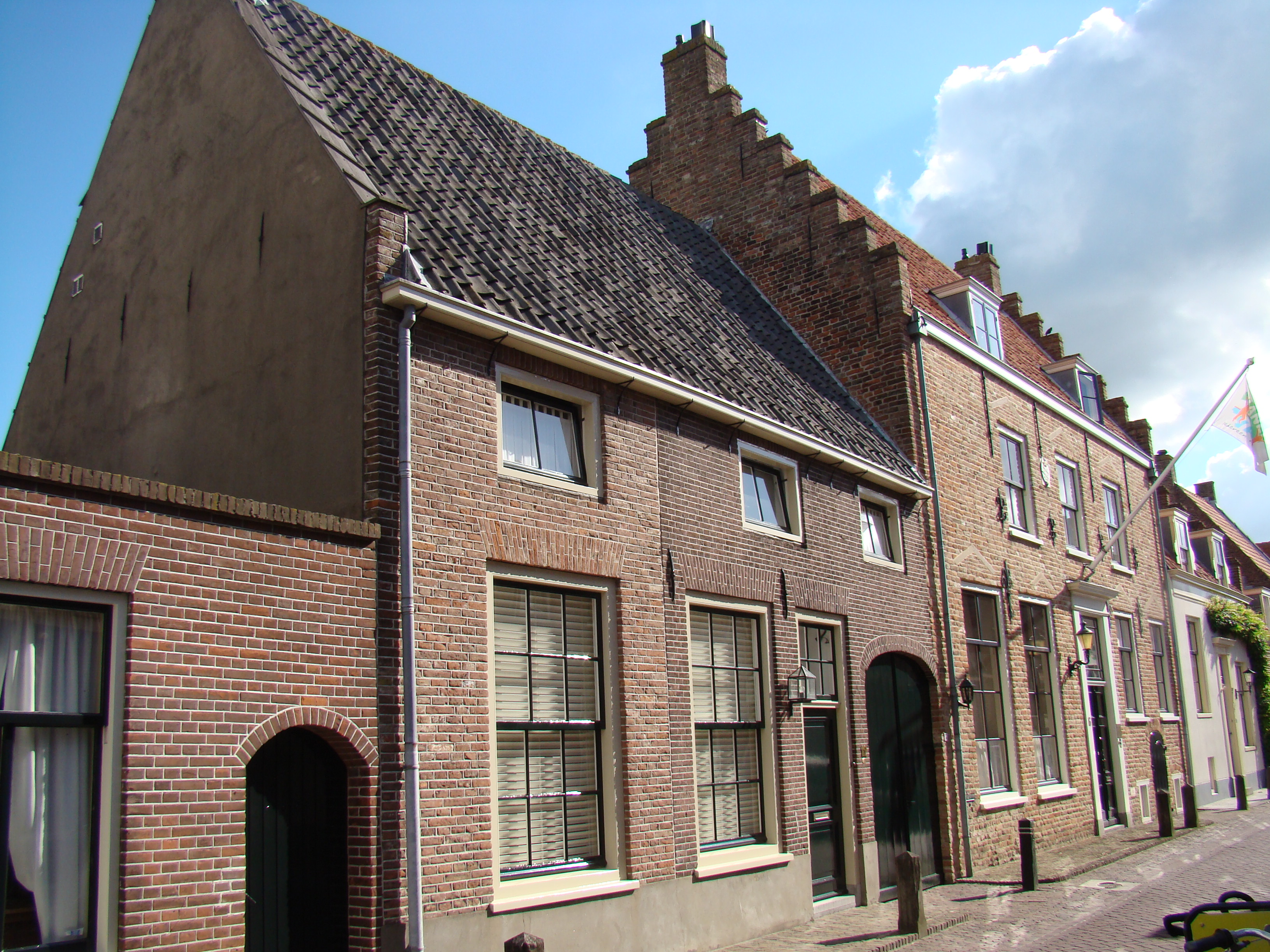
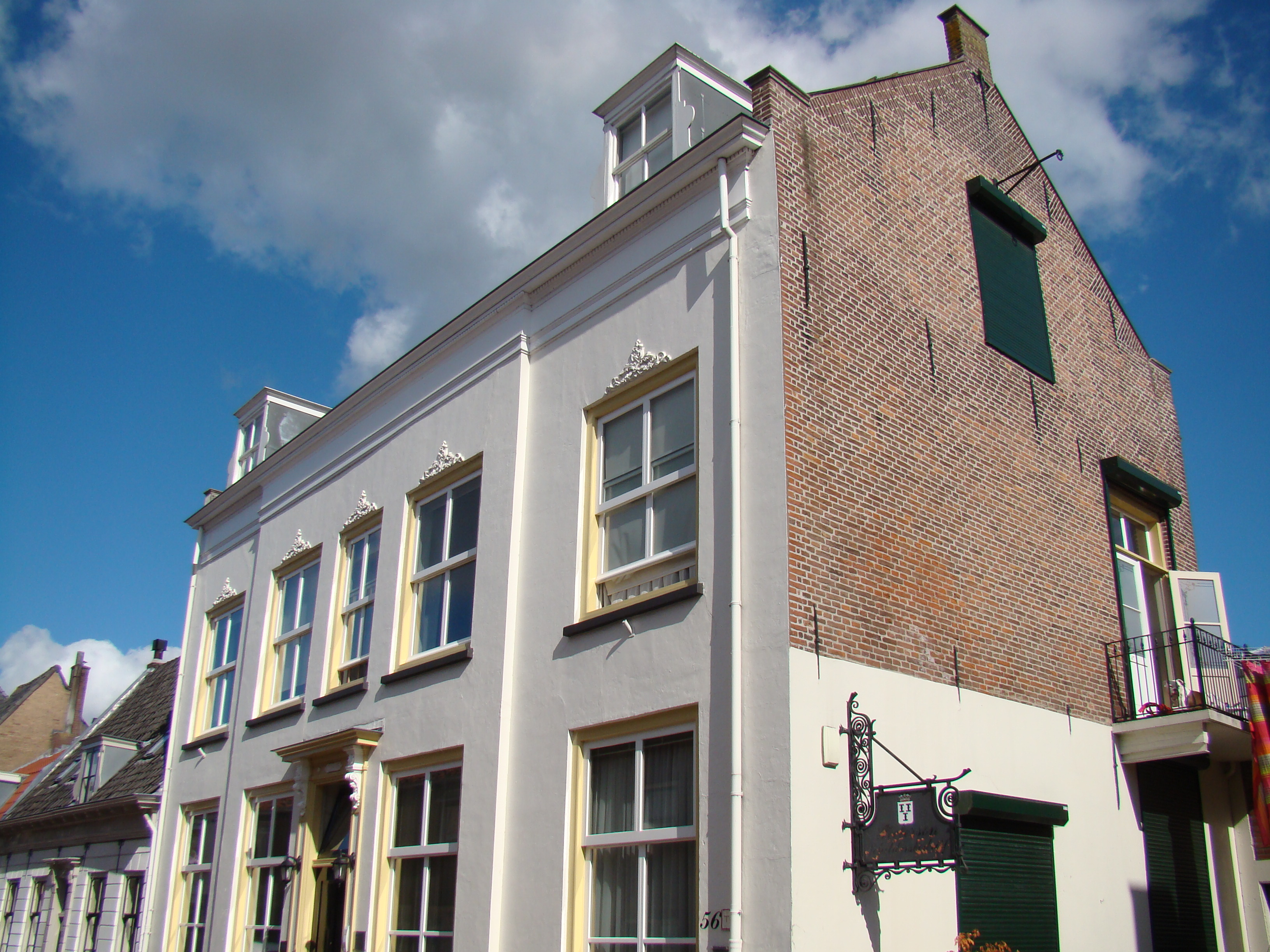

## وصلات خارجية
- الموقع الرسمي